# هشتمین دوره جشنواره بین‌المللی فیلم زردآلوی طلایی ایروان
هشتمین دوره جشنواره بین‌المللی فیلم زردآلوی طلایی ایروان (انگلیسی: 8th Yerevan Golden Apricot International Film Festival) از ۱۱ تا ۱۷ ژوئیه ۲۰۱۱ در ایروان، ارمنستان برگزار شد.

## برندگان
| رده                                  | جایزه                                              | فیلم                               | کارگردان                                 | کشور                         |
| ------------------------------------ | -------------------------------------------------- | ---------------------------------- | ---------------------------------------- | ---------------------------- |
| رقابت فیلم بین‌الملل                  | زردآلوی طلایی برای بهترین فیلم سینمایی             | جدایی نادر از سیمین                | اصغر فرهادی                              | ایران                        |
| رقابت فیلم بین‌الملل                  | جایزه ویژه زردآلوی نقره‌ای برای بهترین فیلم سینمایی | The Journals of Musan              | پارک جونگ-بوم                            | کره جنوبی                    |
| رقابت فیلم بین‌الملل                  | Jury Special Prize                                 | پاداش                              | پائولا مارکوویچ                          | مکزیک، فرانسه، لهستان، آلمان |
| رقابت مستند بین‌الملل                 | زردآلوی طلایی برای بهترین فیلم مستند               | en:The World According to Ion B.   | Alexander Nanau                          | روسیه                        |
| رقابت مستند بین‌الملل                 | جایزه ویژه زردآلوی نقره‌ای برای بهترین فیلم مستند   | چراگاه تابستانی                    | Lynn True, نلسون واکر سوم, Tsering Perlo | ایالات متحده آمریکا، چین     |
| رقابت مستند بین‌الملل                 | Jury Special Mention                               | هیچ بزرگ                           | احمد سیدکشمیری                           | ایران                        |
| رقابت پانورامای سینمای ارمنستان      |                                                    | Loading My Life                    | هاروتیون شاتیان                          | ارمنستان                     |
| رقابت پانورامای سینمای ارمنستان      |                                                    | The Spaceship                      | امیل مکرتچیان                            | سوئد                         |
| رقابت پانورامای سینمای ارمنستان      | Jury Special Mention                               | The Last Hippie of the Pink City   | آناستازیا پوپوفا                         | روسیه                        |
| Apricot Stone                        | زردآلوی طلایی                                      | گلاسگو                             | پیوتر سوبوتکو                            | لهستان                       |
| Apricot Stone                        | Jury Special Mention                               | دوچرخه                             | سرحات کارااسلان                          | ترکیه                        |
| جایزه دستاورد یک عمر تالر پاراجانف   | جایزه دستاورد یک عمر تالر پاراجانف                 | جایزه دستاورد یک عمر تالر پاراجانف | بلا تار                                  | مجارستان                     |
| جایزه دستاورد یک عمر تالر پاراجانف   | جایزه دستاورد یک عمر تالر پاراجانف                 | جایزه دستاورد یک عمر تالر پاراجانف | فنی اردان                                | فرانسه                       |
| جایزه دستاورد یک عمر تالر پاراجانف   | جایزه دستاورد یک عمر تالر پاراجانف                 | جایزه دستاورد یک عمر تالر پاراجانف | رومن بالایان                             | اوکراین                      |
| Special Prize "Master"               | Special Prize "Master"                             | Special Prize "Master"             | نوری بیلگه جیلان                         | ترکیه                        |
| Special Prize "Master"               | Special Prize "Master"                             | Special Prize "Master"             | ویچخ مارچفسکی                            | لهستان                       |
| Special Prize "Master"               | Special Prize "Master"                             | Special Prize "Master"             | آلکسی اوچیتیل                            | روسیه                        |
| فدراسیون بین‌المللی منتقدان فیلم      | فدراسیون بین‌المللی منتقدان فیلم                    | Mandoo                             | ابراهیم ساعدی                            | عراق                         |
| Ecumenical Jury Award                | Ecumenical Jury Award                              | Europolis                          | Cornel Gheorghita                        | رومانی، فرانسه               |
| Jury Commendation                    | Jury Commendation                                  | دروازه‌های فولادین                  | آرمن خاچاتریان                           | ارمنستان                     |
| Armenian National Film Academy Award | Armenian National Film Academy Award               | پاداش                              | پائولا مارکوویچ                          | مکزیک، فرانسه، لهستان، آلمان |
| جایزه اتحادیه فیلمسازان ارمنستان     | جایزه اتحادیه فیلمسازان ارمنستان                   | Loading My Life                    | هاروت شاتیان                             | ارمنستان                     |
| British Council Award                | British Council Award                              | Loading My Life                    | هاروت شاتیان                             | ارمنستان                     |
| جایزه هراند ماتئوسیان                | جایزه هراند ماتئوسیان                              | The Spaceship                      | امیل مکرتچیان                            | سوئد                         |